# River Swale

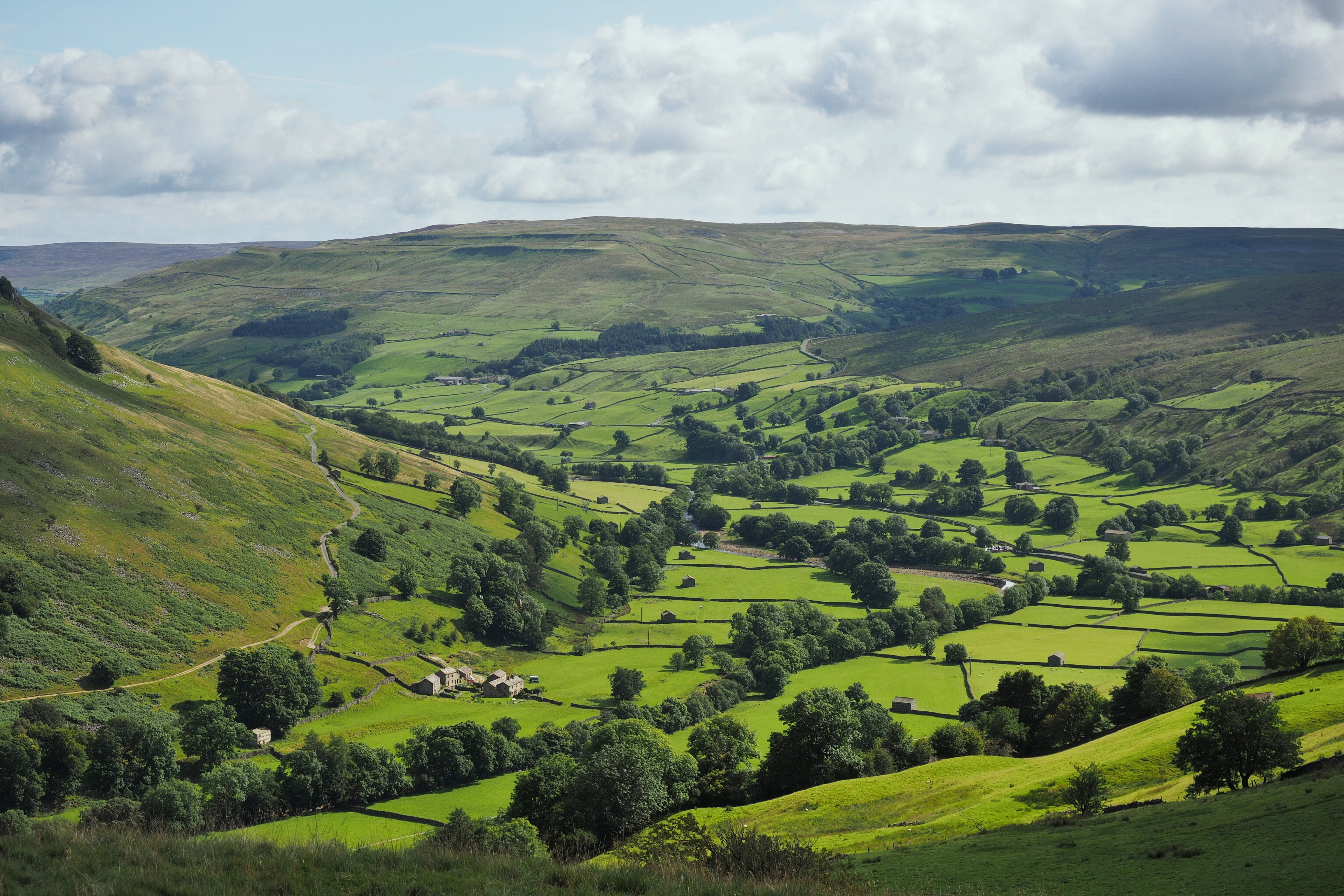
Swaledale bei Muker, vom Kisdon aus gesehen

Der River Swale ist ein Fluss in Yorkshire in England. Er ist einer der Hauptzuflüsse des River Ure. Das Swaledale, das vom River Swale im Ober- und Mittellauf durchflossene Tal, zählt zu den Yorkshire Dales und bildet mit seinen Seitentälern den nördlichsten Teil des Yorkshire-Dales-Nationalparks.
Fluss und Tal sind von zahlreichen für die Yorkshire Dales typischen Tier- und Pflanzenarten besiedelt. Wie seine Nachbarflüsse hat sich auch der River Swale durch unterschiedliche Gesteinsschichten gegraben, das Tal zeigt charakteristische Merkmale sowohl von Flusserosion als auch von glazialer Erosion. Die fruchtbare und wasserreiche Gegend des Swale wurde schon früh besiedelt und für Ackerbau und Viehhaltung genutzt. Darüber hinaus wurden schon in der Römerzeit in Swaledale Bodenschätze gewonnen.

## Name
Der Name des Flusses geht auf das angelsächsische Wort „sualuae“ zurück, das einen reißenden, zu Überschwemmungen neigenden Fluss bezeichnet. Das passt zu den Gegebenheiten: Im Bereich des Oberlaufs fallen durchschnittlich 1800, im Unterlauf 1300 mm Niederschlag im Jahr; im Oberlauf fällt der River Swale auf 32 km Länge um 148 m ab, was ein Sohlgefälle von 4,6 ‰ ergibt. Im Unterlauf wurden schon Pegelanstiege um drei Meter innerhalb von 20 Minuten verzeichnet. Der River Swale gilt als der am schnellsten fließende Fluss Englands.

## Flusslauf

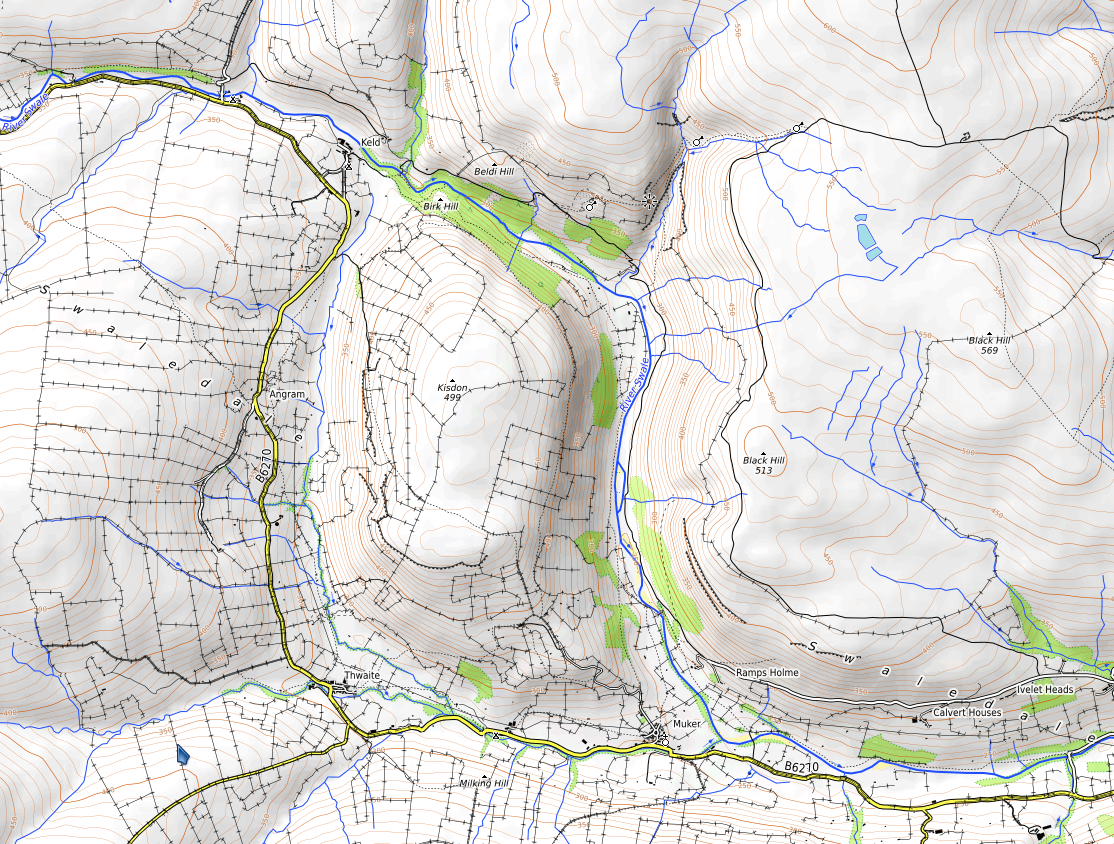
Ab Keld fließt der River Swale durch Kisdon Gorge ostwärts und verlässt damit sein Haupttal, das er erst unterhalb Muker wiederfindet. Skeb Skeugh, der das Haupttal durchfließt, entspringt nur 150 m südlich des Swale, der sich hier jedoch schon tief ins Gelände gegraben hat.

Der River Swale entsteht durch den Zusammenfluss zweier Moorabflüsse nahe dem Kamm der Pennines, Birkdale Beck und Great Sleddale Beck. Er fließt zunächst in nordöstliche Richtung, passiert ehemalige Bleiminen an seiner Nordseite, nimmt von links den etwa gleich großen Whitsundale Beck auf, der einem ausgedehnten nördlich gelegenen Hochmoor entspringt, und wendet sich dann nach Osten, einer Serie von Wasserfällen zu: Wain Wath Force und Cartrake Force bei Keld, schließlich East Gill Force und Kisdon Force. Auf zwei Flusskilometern baut er dabei etwa 70 Meter Höhe ab und bricht hinter Keld aus seinem breiten Haupttal aus, das zunächst nach Süden dreht. Der Swale fließt gerade weiter in einer engen Schlucht nach Osten, Kisdon Gorge, und umfließt den Berg Kisdon nördlich und östlich, während das Haupttal, zunächst nur von dem kleinen Skeb Skeugh entwässert, in höherer Lage westlich und südlich um den Kisdon herumläuft.
Nach der Mündung des Swinner Gill von links folgt der River Swale dessen Tal nach Süden auf das Dorf Muker zu, wo er von rechts den Straw Beck aus dem Haupttal aufnimmt und, scharf nach Osten drehend, in dieses wieder einschwenkt. Nun wird der Flusslauf flacher, passiert die Orte Gunnerside, Feetham, Healaugh, Reeth und Grinton (wo Arkle Beck, der größte Zufluss, von links einmündet), beschreibt eine Schleife um die Dörfer Marrick und Marske, und fließt dann ostwärts auf Richmond zu, die größte Stadt seines Laufes.
Das eigentliche Swaledale endet hier, da der Fluss unterhalb von Richmond in das weite Vale of Mowbray eintritt, das er in teils ausladenden Mäandern zunächst östlich durchfließt. Nach Unterquerung der A1 bei Catterick Bridge wendet er sich wieder nach rechts. Ständig mäandernd verläuft er nun etwa nach Süd-Südost zwischen der A1 und der East Coast Main Line und passiert dabei die Orte Maunby, Skipton-on-Swale, Catton, Topcliffe, Asenby, Helperby und Myton-on-Swale, bis er in den River Ure mündet. Zwischen Maunby und Skipton nimmt er von links den River Wiske auf, südlich von Topcliffe den Cod Beck.

### Pegelwerte
Niedrig- und Hochwasser sind Durchschnittswerte.
| Pegelstation                | Höhe der Station | Niedrigwasser | Hochwasser | Maximales historisch belegtes Hochwasser |
| --------------------------- | ---------------- | ------------- | ---------- | ---------------------------------------- |
| Park Bridge                 | 325 m            | 0 m           | 2,50 m     | 3,04 m                                   |
| Grinton Bridge              | 187 m            | 0 m           | 1,50 m     | 2,51 m                                   |
| Richmond Lownthwaite Bridge | 114 m            | 0 m           | 2,00 m     | 4,19 m                                   |
| Catterick Bridge            | 60 m             | 0,30 m        | 2,40 m     | 3,48 m                                   |
| Morton-on-Swale             | 27 m             | 0,13 m        | 5,80 m     | 6,47 m                                   |
| Crakehill                   | 16 m             | 0,22 m        | 3,00 m     | 5,45 m                                   |
| Myton-on-Swale              | 12 m             | 0,44 m        | 3,44 m     | 6,02 m                                   |

## Flora
Die Biotope entlang des River Swale umfassen Laub-, Misch- und Nadelwälder ebenso wie Heuwiesen und Grasland. Auch Kalkfelsklippen, Farnflächen und Gebüsche sind zu finden. In den Hochlagen findet sich ausschließlich das so genannte moorland: baumloses, mit Heidekraut, Farnen und Hartgräsern bewachsenes Land.
Vorherrschende Baumarten in den Tallagen sind Gemeine Esche, Birken, Vogelbeere und Gewöhnliche Traubenkirsche, in Gebüschen auch Weißdorne, Gemeine Hasel und Stechpalmen. Kleinere Abschnitte sind von Eiben oder Ahorn besiedelt. Waldkiefer, Lärchen und Fichten wachsen hauptsächlich auf künstlich aufgeforsteten Flächen. Die Flussufer sind mit Erlen und Weiden gesäumt.
Auf Heuwiesen stehen Hahnenfuß und der Wald-Storchschnabel.

## Geologie
Der Oberlauf des Flusses durchquert ungefaltete Sedimentgesteine des Karbon, die auf altpaläozoischem (kaledonischem) Grundgebirge lagern. Diese sind reich an Mineralisationen wie z. B. metallhaltigen Sulfiderzen: Bleiglanz, Zinkblende, Kupferkies und Pyrit. Auch Lagerstätten von Flussspat, Baryt, Witherit, Kalkspat, Dolomit und Barytocalcit sind vorhanden.
Die Talhänge zeigen die für die Yorkshire Dales charakteristischen Formen, wobei im Wechsel Schichten von Kalkstein und Gritstone, einem grobkörnigen Sandstein, auftreten. Kleine Steinkohlevorkommen wurden entdeckt und abgebaut, insbesondere um Tan Hill herum.
Während der letzten Kaltzeit weiteten Gletscher das Tal auf und verlegten den Flusslauf im Bereich von Keld und Round Howe. Hierbei entstand auch die Schlucht Kisdon Gorge. Weiter unten im Tal, bei Gunnerside und Grinton Bridge, markieren Moränen Rückzugsstadien des Gletschers.

## Geschichte

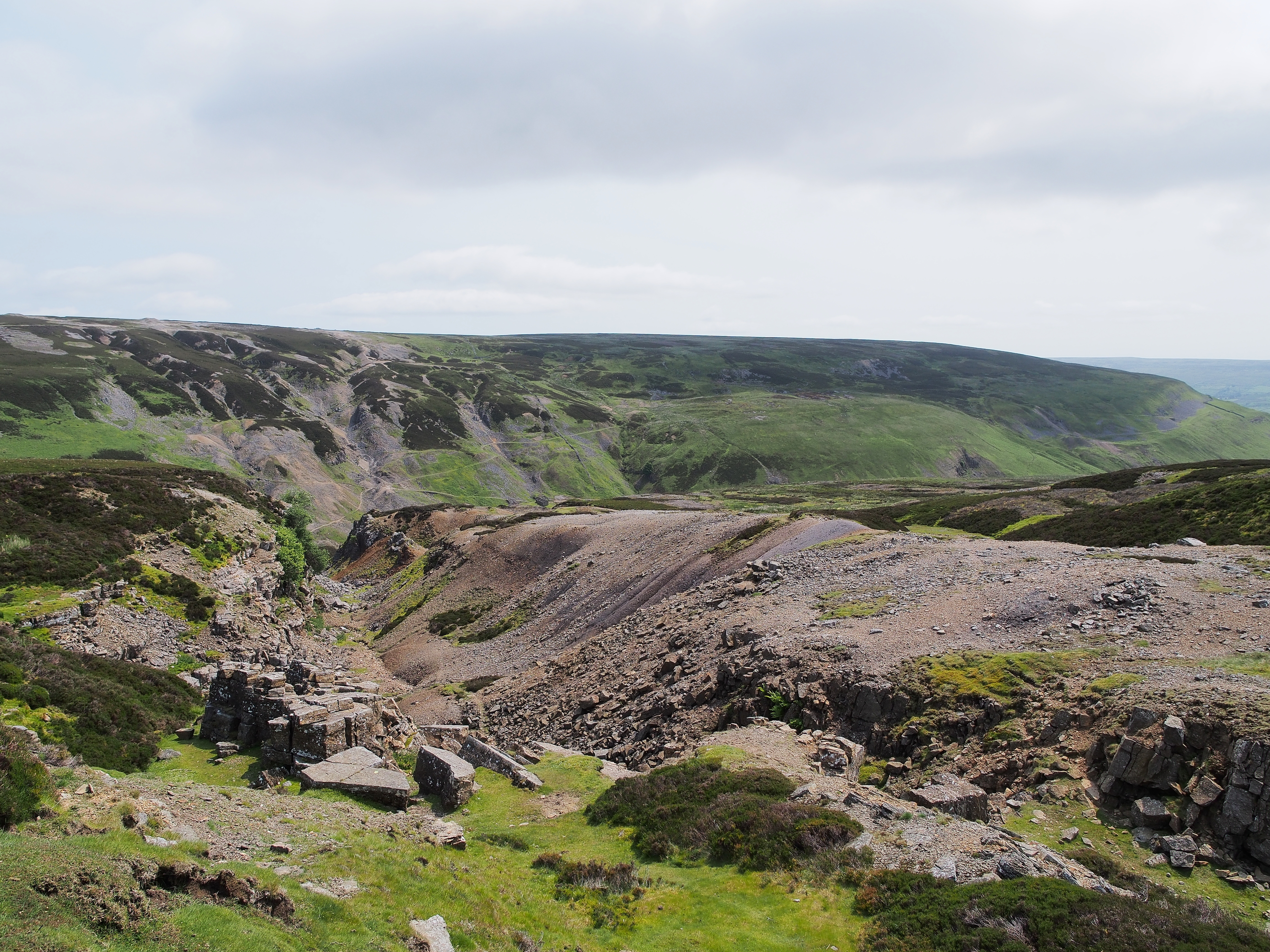
Durch Hushing verwüstete Hänge in einem Seitental des Swaledale

Erste Anzeichen einer Besiedelung des Flusstals stammen aus der Mittel- und Jungsteinzeit, hier wurden Pfeilspitzen und Werkzeuge zum Feuermachen gefunden. Um Harkerside finden sich einige kleine Steinkreise, die in der Bronzezeit entstanden sind, und Zeichen von Bergbau zur Eisenzeit.
Schon zur Zeit der Römer wurde auf den Hängen um Swaledale Bleierz gewonnen, wie sich an den Minen um Hurst zeigen ließ. Diese Tätigkeit scheint nach der Besetzung durch die Normannen einen Niedergang erlebt zu haben. Erst als sich um 12. und 13. Jahrhundert die Klöster ausbreiteten, wurde das Bleierz als Wirtschaftsgut wieder interessant, und der Abbau blühte erneut auf. Am deutlichsten ist der Bleierzabbau an den Hinterlassenschaften des 18. Jahrhunderts zu sehen, als man dafür eine Technik namens Hushing einsetzte: Man ließ aufgestautes Wasser den Hang hinunterstürzen, das die Deckschichten mit sich riss und so die abbauwürdigen Schichten freilegte.
Um das 8. Jahrhundert herum war das Tal von den Angeln bewohnt, die die Ortschaften Reeth, Stainton, Grinton und Fremington gründeten. 200 Jahre später kamen die Normannen. Nach der normannischen Besetzung wurde das Tal
Alain de Bretagne, 1. Earl of Richmond zugesprochen, der von 1071 bis 1091 das Schloss Richmond auf einer Anhöhe erbauen ließ, die den Unterlauf des Swale überblickt.

## Wirtschaft

### Bergbau und Landwirtschaft

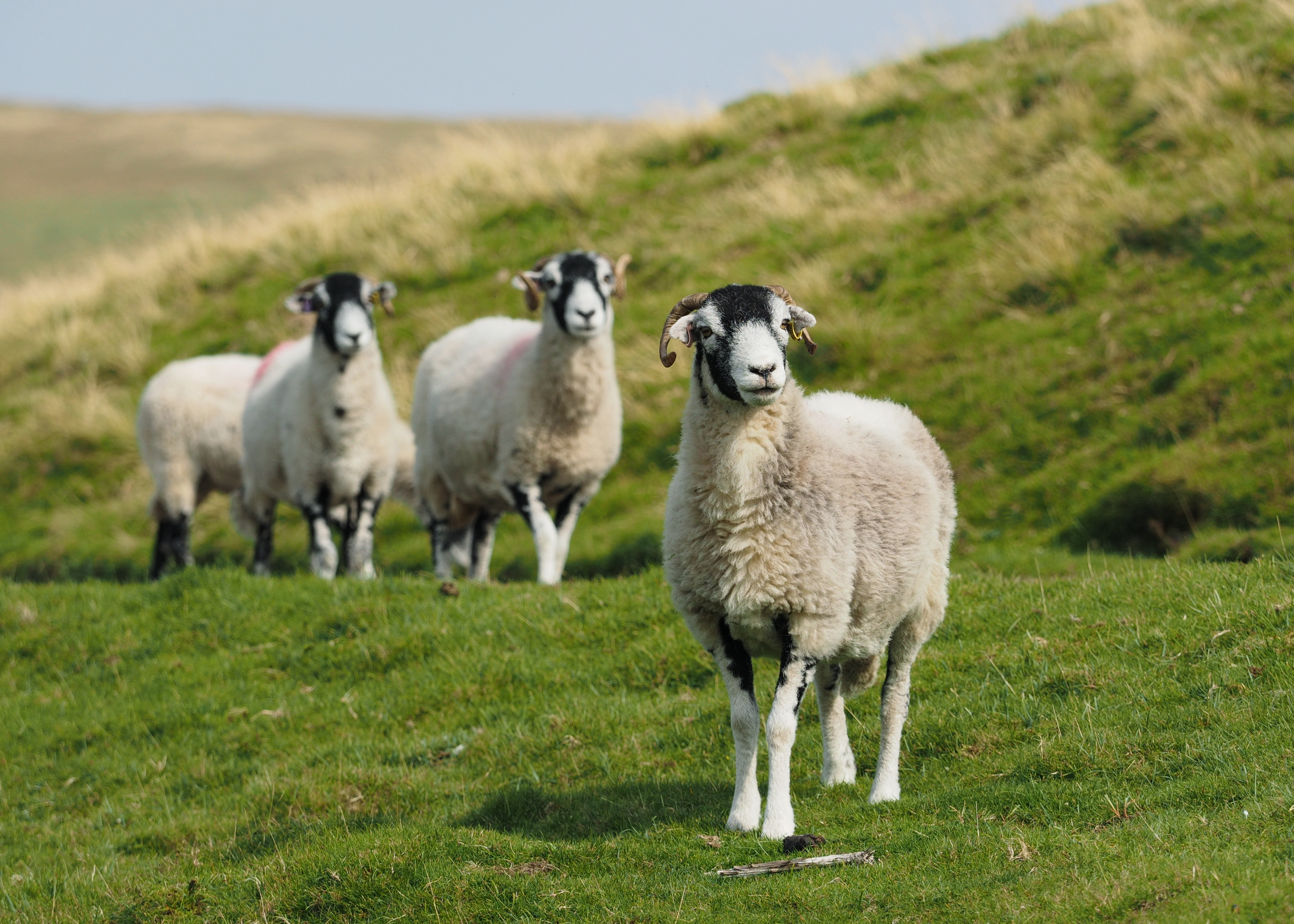
Das Swaledale Sheep erkennt man am schwarzen Gesicht mit weißen Bereichen um Schnauze und Augen

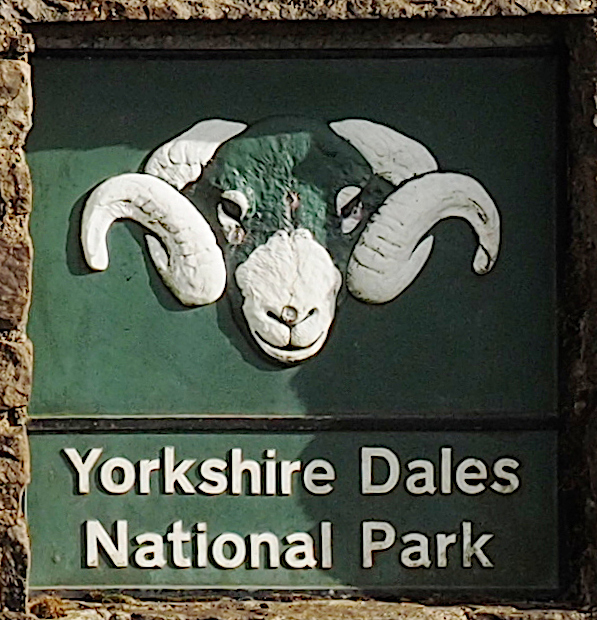
Logo des Nationalparks mit charakteristischem Swaledale Sheep

Durch die Jahrhunderte hindurch waren Bleierzabbau und Viehzucht die Hauptwirtschaftszweige im Swaledale, die aber gegen Ende des 19. Jahrhunderts sich nicht mehr gegen die weltweite Konkurrenz behaupten konnten. Früher wurde in Swaledale auch Getreide angebaut, größtenteils in der Warmperiode im 13. Jahrhundert; heute findet Getreideanbau nur noch unterhalb von Richmond statt.
In Swaledale und Umgebung wird eine spezielle Schafrasse gezüchtet, das Swaledale Sheep, das sehr widerstandsfähig ist. Seine Wolle ist stark und robust, aber nicht sehr „fein“ und hat daher keinen hohen Marktwert. Das Fleisch der Swaledale-Schafe wird wiederum geschätzt. Das Logo des Yorkshire-Dales-Nationalparks zeigt die Maske eines Swaledale Sheep.
Auf Farmen wird Swaledale Cheese erzeugt, die lokale Käsespezialität.

### Tourismus
Heute spielt der Tourismus eine bedeutende Rolle. Die Gründung des Yorkshire-Dales-Nationalparks hat zahlreiche Hotels und Privatpensionen entstehen lassen. Beworben wird Swaledale für seine unberührte Wildnis, es gilt unter den Yorkshire Dales als dasjenige, das von der wirtschaftlichen Entwicklung am wenigsten verändert wurde.
Mehrere Freizeitrouten von nationaler Bedeutung durchqueren oder berühren das Tal:
- Der Yorkshire Dales Cycle Way, ein Radwanderweg, von Fremington bis Gunnerside
- Der Coast to Coast Walk, ein Fernwanderweg, folgt Swaledale von Keld bis Richmond
- Der Pennine Way, Englands ältester und längster Fernwanderweg, überquert den Swale bei Keld, folgt dem Tal bis Muker und wendet sich dann südwestwärts

Viele der Dörfer halten einmal jährlich eine Village Show ab, eine Kombination aus Dorffest und Leistungsschau, wo neben sportlichen Wettkämpfen und Vorführungen auch lokale Produkte ausgestellt und prämiert werden. Diese Ereignisse ziehen Besucher aus ganz England und darüber hinaus an.

## Bilder entlang des Flusslaufs

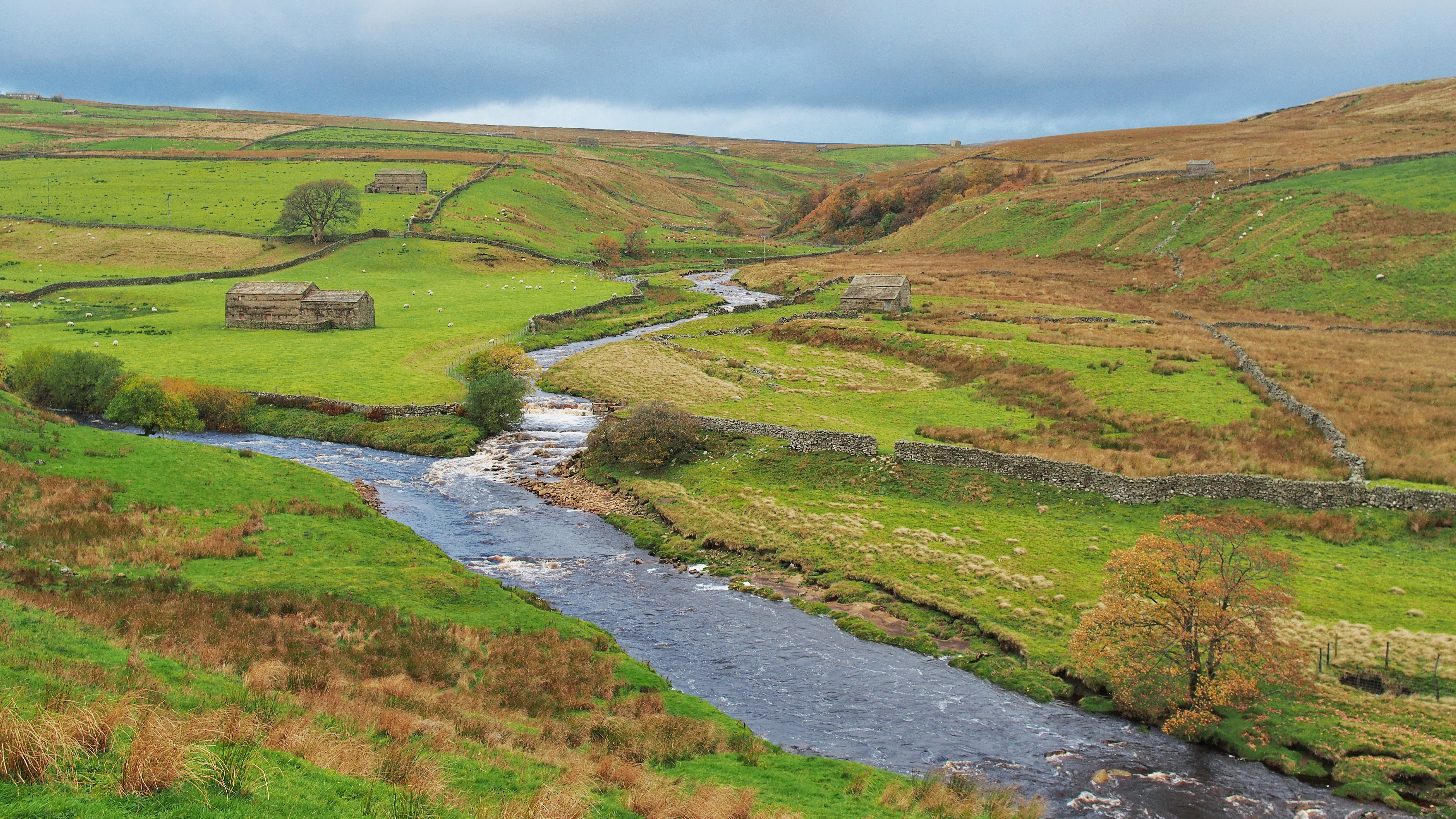
Mündung des Whitsundale Beck (von gegenüber) in den River Swale (von links)
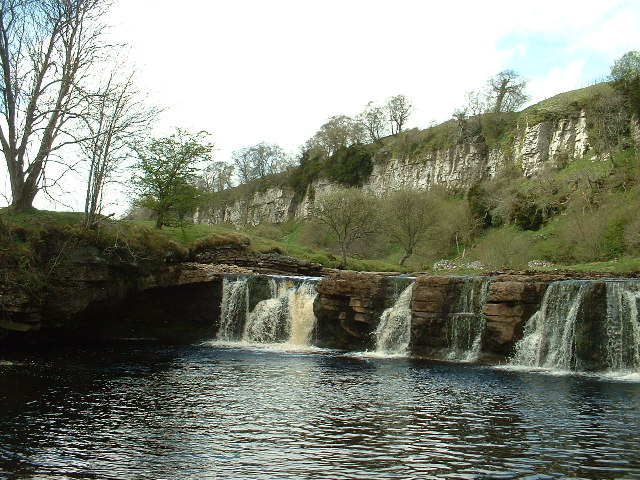
Wain Wath Force bei Keld, im Hintergrund die Kalkfelsklippen von Cotterby Scar
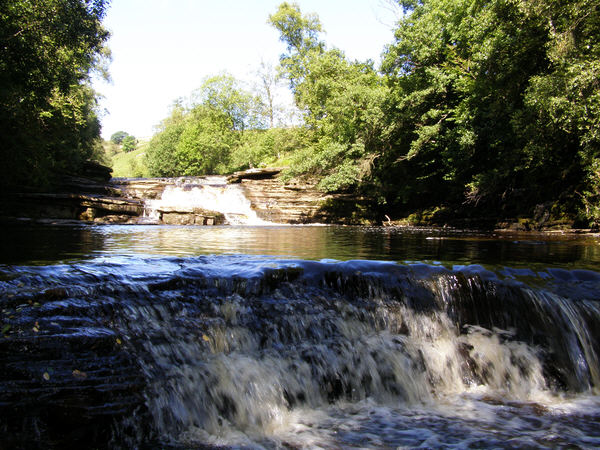
Catrake Force
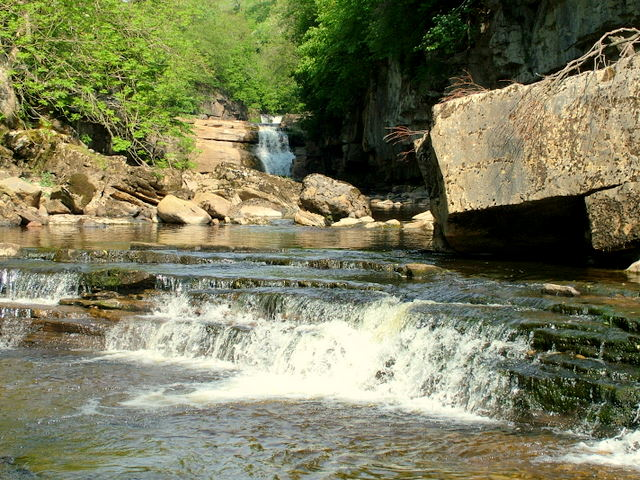
Kisdon Force
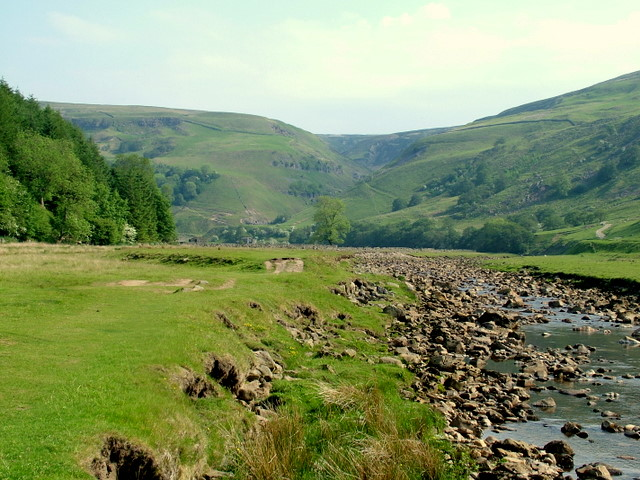
Bei Muker, Blick stromaufwärts nach Swinner Gill
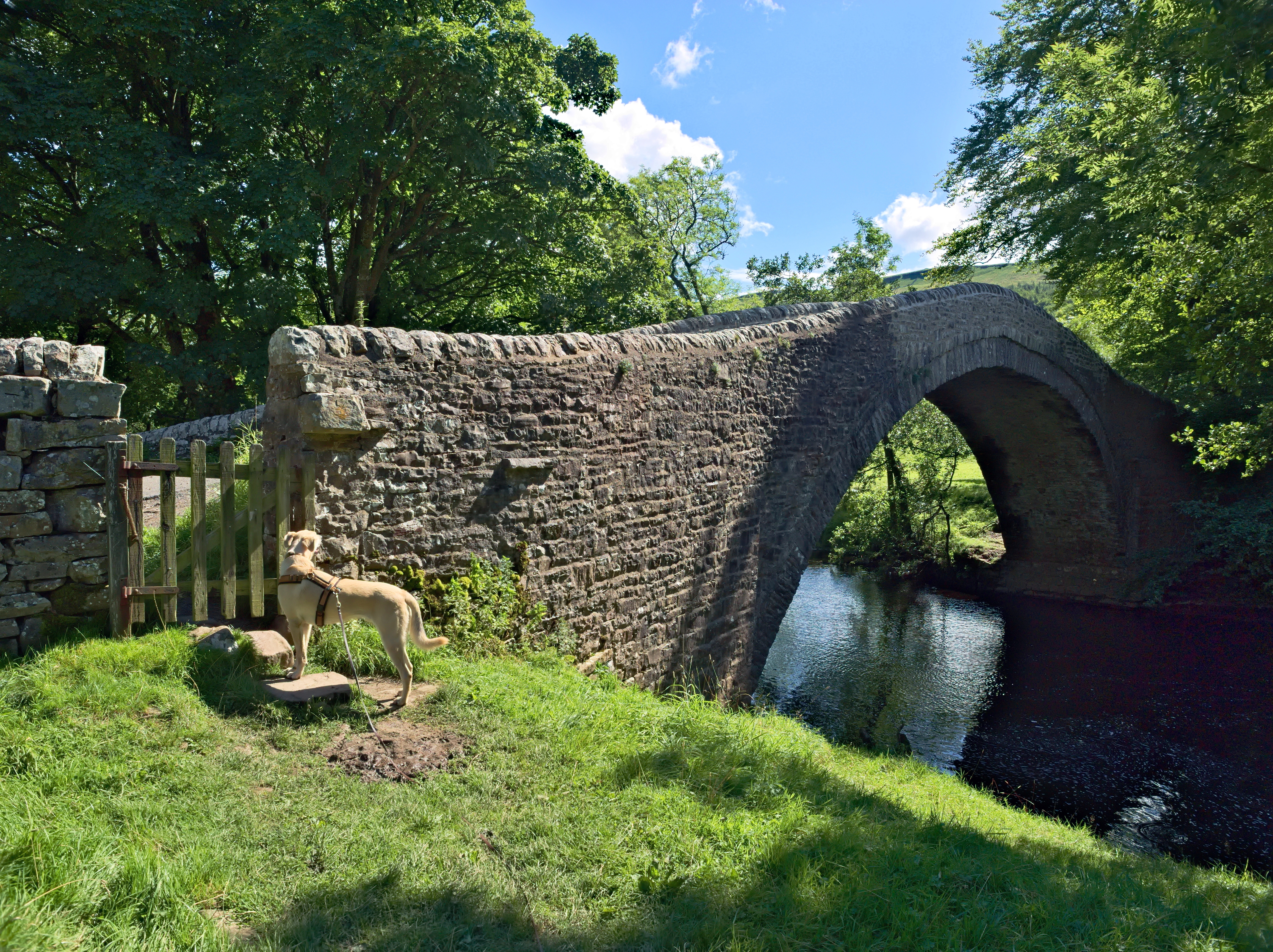
Ivelet Bridge
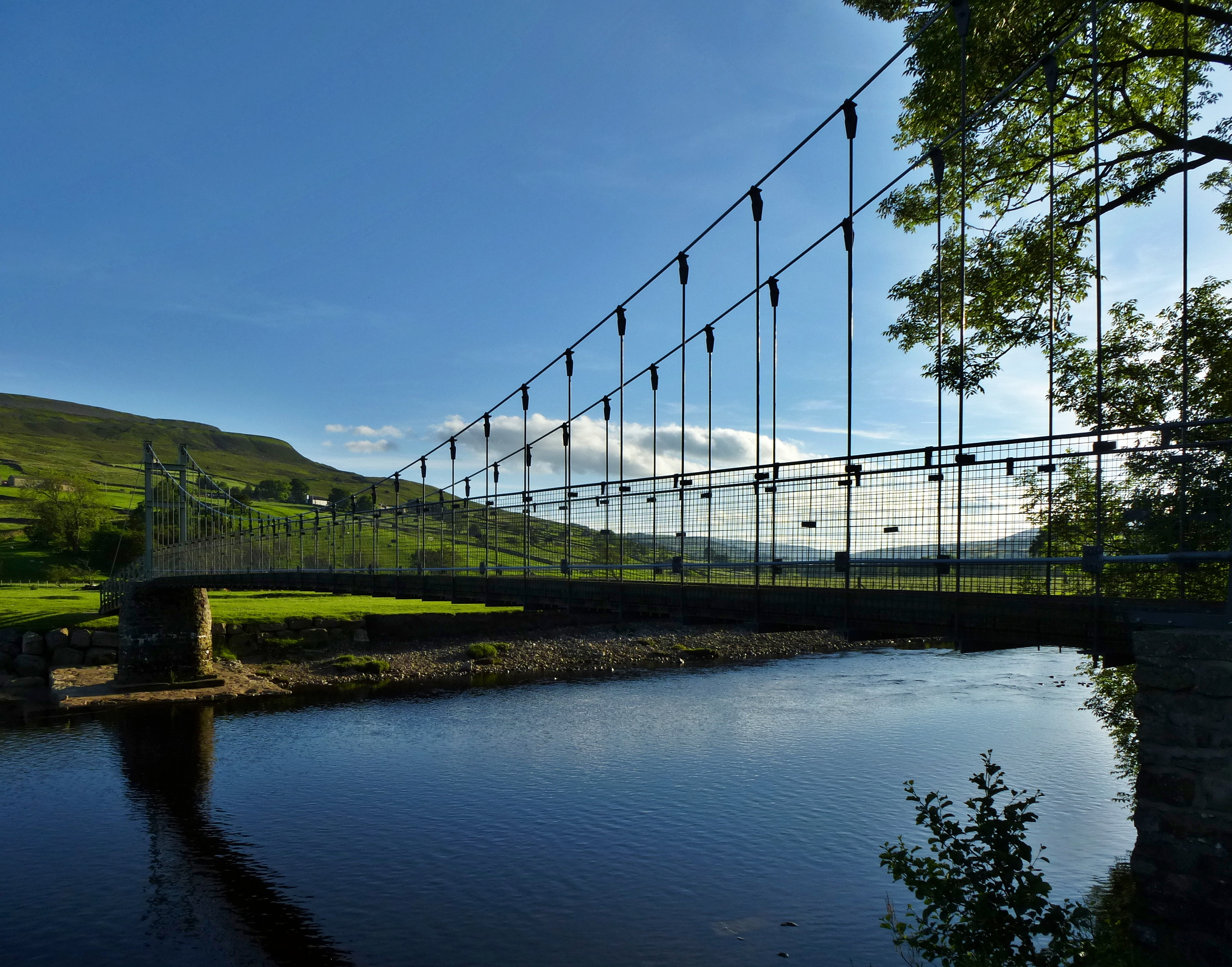
Reeth Swing Bridge
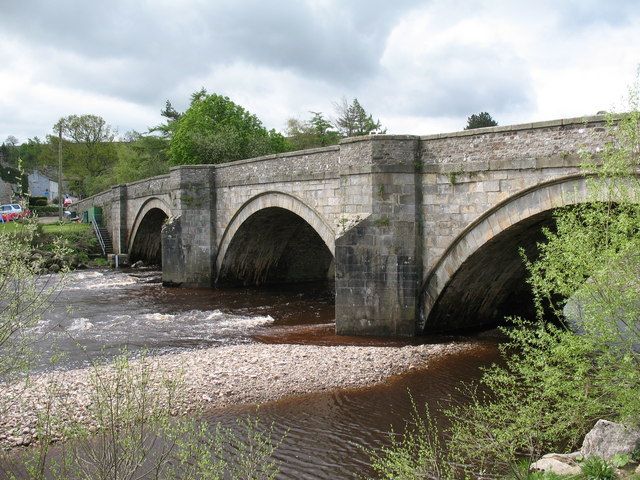
Grinton Bridge
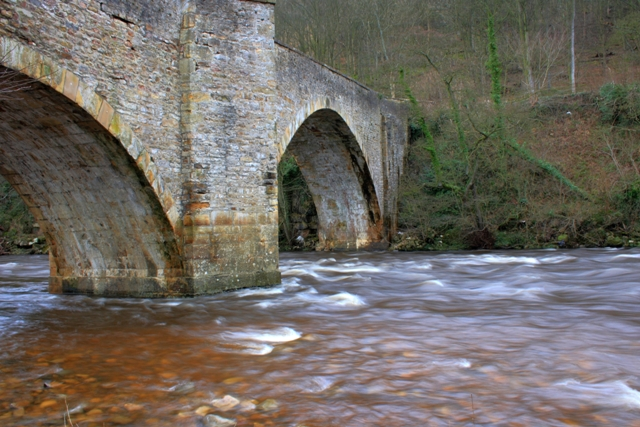
Downholme Bridge
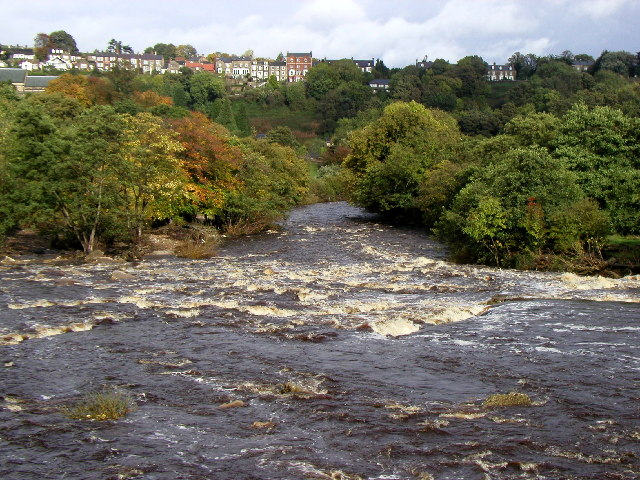
Stromschnellen bei Richmond
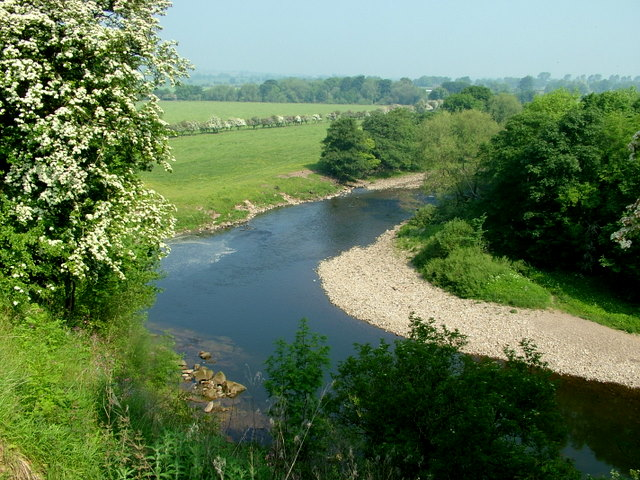
Bei Brompton-on-Swale
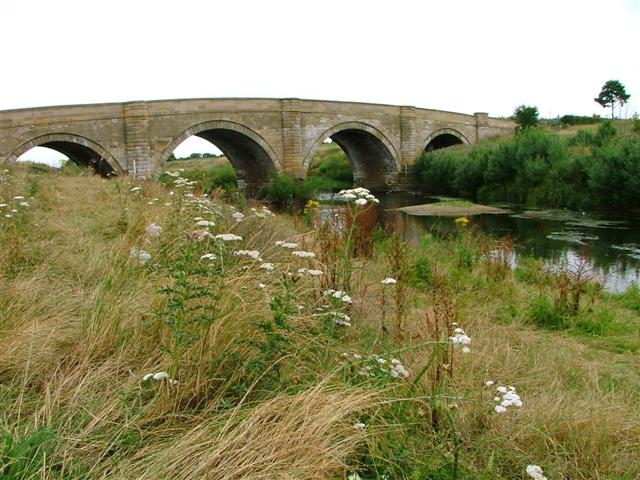
Morton Bridge: die A684 überquert den River Swale
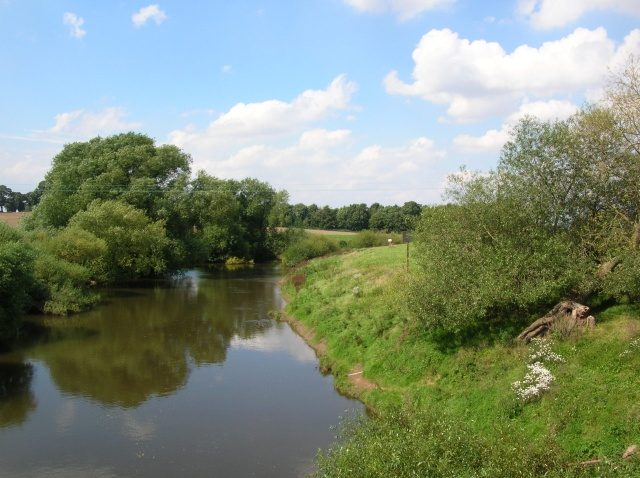
Bei Brafferton, kurz vor der Mündung